# Меркулов, Серафим Петрович
Серафи́м Петро́вич Мерку́лов (10 августа 1903 года, с. Казаки, Липецкий уезд, Тамбовская губерния, ныне Елецкий район, Липецкая область — 19 июня 1966 года, Липецк) — советский военный деятель, генерал-лейтенант (8 августа 1955 года). Герой Советского Союза (23 октября 1943 года).

## Начальная биография
Серафим Петрович Меркулов родился 10 августа 1903 года в селе Казаки ныне Елецкого района Липецкой области в крестьянской семье. В 1915 году окончил церковно-приходскую школу и с 12 лет батрачил на местного священника, помогая содержать родителям семью. Затем работал на местном крахмально-паточном заводе.

## Довоенная служба
В ноябре 1925 года был призван в Красную армию и направлен в 53-й стрелковый полк 18-й стрелковой дивизии Московского военного округа (Рыбинск), где окончил полковую школу в 1926 году. Его командиром в этой школе был П. И. Батов, в армии которого впоследствии под Сталинградом С. П. Меркулов был командиром дивизии; Батов посвятил Меркулову несколько положительных отзывов в своих воспоминаниях. Служил в этом полку на должностях командира отделения, помощника командира взвода и старшины роты. В сентябре 1929 года был направлен на учёбу на Киевские курсы подготовки комсостава пехоты, которые окончил в июле 1930 года, вернулся в полк и был назначен на должность командира взвода. В апреле 1931 года назначен на должность командира взвода в 10-м местном стрелковом батальоне (Московский военный округ), а с февраля 1935 года вновь служил в 53-м стрелковом полку (который к тому времени был передан в Ленинградский военный округ и переведён в Петрозаводск) на должностях помощника командира и командира роты, начальника штаба батальона и начальника школы младшего начсостава полка.
В январе 1937 года Меркулов направлен на учёбу на Высшие стрелково-тактические курсы «Выстрел», после окончания которых в апреле того же года был направлен на стрелково-тактические курсы усовершенствования командного состава в городе Бронницы. Продолжил службу в 53-м стрелковом полку начальником полковой школы. В июне 1938 года был назначен на должность командира 147-го стрелкового полка 49-й стрелковой дивизии Ленинградского ВО (Боровичи).
С июня 1939 года — командир 15-го стрелкового полка этой дивизии, во главе которого принимал участие в боевых действиях в ходе советско-финской войны, в том числе в разведке и штурме дотов в районе реки Тайпаленйоки, где Меркулов был ранен. За участие в войне был награждён орденом Красного Знамени.
В мае 1940 года был назначен на должность заместителя командира 156-й стрелковой дивизии Одесского военного округа, а в апреле 1941 года — на эту же должность в 102-й стрелковой дивизии Харьковского военного округа (Кременчуг).

## Великая Отечественная война
C началом войны подполковник С. П. Меркулов был отозван в распоряжение Главного управления кадров НКО СССР, в июле 1941 года был назначен на должность командира 459-го стрелкового полка (42-я стрелковая дивизия, которая воевала на Западном, Центральном и Юго-Западном фронтах). Участвовал в Смоленском оборонительном сражении, 26 августа в бою под городом Унеча был ранен. В сентябре участвовал в Киевской оборонительной операции и попал в «Киевский котёл», из которого в составе дивизии прорвался через линию фронта к своим и вновь держал оборону в районе Пирятина.
С октября 1941 года — командир 300-й стрелковой дивизии в составе 38-й и 28-й армий Юго-Западного фронта. Во главе её участвовал в Сумско-Харьковской оборонительной операции, Барвенково-Лозовской наступательной операции, в Харьковском сражении 1942 года, в оборонительном этапе Сталинградской битвы.
31 июля 1942 года Меркулов был назначен на должность командира 304-й стрелковой дивизии, находившейся в резерве Сталинградского фронта, но вскоре переданной в 21-ю армию и принявшей участие в боевых действиях Сталинградской битвы в районе города Серафимович. Оказывая помощь советским войскам в Сталинграде, дивизия с 16 по 22 ноября 1942 года форсировала Дон и удерживала захваченный плацдарм. С ноября 1942 года дивизия в составе 65-й армии принимала участие в контрнаступлении советских войск под Сталинградом, а в январе-феврале 1943 года — в ликвидации окружённой 6-й немецкой армии в составе Донского фронта. За мужество и героизм личного состава в ходе Сталинградской битвы приказом народного комиссара обороны СССР от 21 января 1943 года 304-й стрелковой дивизии было присвоено гвардейское звание и она стала именоваться 67-й гвардейской стрелковой дивизией. А полковнику С. П. Меркулову в этот же день было присвоено воинское звание генерал-майор.
После завершения боёв в Сталинграде 67-я гвардейская стрелковая дивизия была выведена в резерв, в мае 1943 года передана в состав 23-го гвардейского стрелкового корпуса 6-й гвардейской армии.
В июле 1943 года генерал-майор С. Меркулов назначен командиром 206-й стрелковой дивизии 40-й армии Воронежского фронта, с которой участвовал в Курской битве на южном фасе Курской дуги, и в Белгородско-Харьковской наступательной операции. В ходе боевых действий Меркулов был ранен 4 сентября и направлен в госпиталь. К счастью, ранение оказалось не тяжелым и вскоре он вернулся в строй.
После выздоровления 17 сентября 1943 года был назначен на должность командира 47-го стрелкового корпуса этой же армии. Во главе корпуса генерал-майор С. П. Меркулов героически действовал в ходе битвы за Днепр. При наступлении к Днепру по Левобережной Украине на киевском направлении корпусом были освобождены города Лубны и Пирятин. В октябре корпус принимал участие в тяжёлых боевых действиях при форсировании Днепра южнее Киева, в том числе в боях за удержание и расширение Букринского плацдарма.
Указом Президиума Верховного Совета СССР от 23 октября 1943 года «за успешное форсирование реки Днепр южнее Киева, прочное закрепление плацдарма на западном берегу реки Днепр и проявленные при этом отвагу и геройство» генерал-майору Серафиму Петровичу Меркулову присвоено звание Героя Советского Союза с вручением ордена Ленина и медали «Золотая Звезда» (№ 2112).
В январе 1944 года в связи с болезнью был отстранён от занимаемой должности командира корпуса и зачислен в распоряжение Военного совета 1-го Украинского фронта. 25 января был назначен на должность командира 180-й стрелковой дивизии 27-й армии 2-го Украинского фронта, с которой участвовал в Корсунь-Шевченковской и в Уманско-Ботошанской наступательных операциях.
С июня 1944 года — командир 50-го стрелкового корпуса в 40-й и в 53-й армиях 2-го Украинского фронта, который принимал участие в Карпатско-Ужгородской, Дебреценской и Будапештской наступательных операциях, в том числе при освобождении городов Сегед и Сиксо.

## Послевоенная карьера
В апреле 1945 года был направлен на учёбу на ускоренном курсе Высшей военной академии имени К. Е. Ворошилова, после окончания которой с февраля 1946 года командовал 119-й стрелковой дивизией Прибалтийского военного округа, с июля 1946 — 71-й гвардейской стрелковой дивизией Прибалтийского ВО, с марта 1947 года — 40-й стрелковой дивизией 25-й армии Приморского военного округа (дивизия дислоцировалась в Северной Корее). С мая 1950 года командовал 5-м гвардейским стрелковым корпусом в 39-й армии Забайкальского военного округа.
В октябре 1952 года был направлен на учёбу на Высшие академические курсы при Высшей военной академии имени К. Е. Ворошилова, после окончания которых в октябре 1953 года был назначен на должность командира 22-го стрелкового корпуса (Закавказский военный округ), а в сентябре 1955 года — на должность 1-го заместителя командующего 7-й гвардейской армией того же округа.
Во время службы в Закавказье избирался депутатом Верховного Совета Азербайджанской ССР 4-го созыва (1955—1959).
Генерал-лейтенант С. П. Меркулов в апреле 1960 года был уволен в запас.
Жил в Липецке. Активно участвовал в общественной и патриотической работе: был председателем Липецкого городского комитета ветеранов войны, заместителем председателя Комитета содействия офицерам и генералам в отставке при Липецком городском военкомате, председателем Военно-научного общества при Липецком гарнизонном Доме офицеров, внештатным сотрудником Липецкого областного и городского комитетов КПСС, членом правления областного отделения общества «Знание». Умер 21 июня 1966 года. Похоронен на Евдокиевском кладбище.

## Награды
- Медаль «Золотая Звезда» Героя Советского Союза (№ 2112; 23.10.1943);
- Два ордена Ленина (23.10.1943; 17.05.1951);
- Четыре ордена Красного Знамени (15.01.1940; 04.02.1943; 06.11.1945; 30.12.1956);
- Два ордена Суворова 2-й степени (31.03.1943; 17.05.1944);
- Орден Кутузова 2-й степени (28.04.1945);
- Орден Красной Звезды (03.11.1944);
- Медали СССР;
- Орден Государственного Знамени ВНР 1-й степени (Венгрия, 25.03.1965)[6];
- Орден «Защита Отечества» 2-й степени (Румыния, 20.09.1949);
- Медаль «За освобождение от фашистского ига» (Румыния);
- Орден Государственного флага 2-й степени (КНДР, 23.12.1948)[7]
- Медаль «За освобождение Кореи» (КНДР)[8].

## Память
- В селе Казаки (Елецкий район, Липецкая область) и в Липецке есть улицы, названные в честь генерал-лейтенанта, при этом на последней была открыта мемориальная доска, посвященная С. П. Меркулову.
- На липецкой Аллее Славы установлен его барельеф среди других Героев-земляков.
- Лицею № 66 Липецка присвоено имя С. П. Меркулова.